# Hypoplectrus gummigutta
Espèce
Hypoplectrus gummigutta est un poisson appartenant à la famille des Serranidae.

## Description
Cette espèce mesure jusqu'à 13 cm. Elle présente une coloration jaune orangé avec la tête noire.

## Répartition
Elle peuple les eaux à l'ouest de l'Amérique centrale.

## Aquariophilie
C'est une espèce recherchée par les aquariophiles.

## Philatélie
Ce poisson figure sur une émission de Cuba de 1999 (valeur faciale : 65 c.). YT 3803